# Douglas Mendes Moreira
Douglas Mendes Moreira (* 13. Juni 2004 in Tocantins, MG) ist ein brasilianischer Fußballspieler.

## Karriere

### Verein
Mendes begann seine Karriere bei der AA Ponte Preta. Im November 2021 gab er sein Debüt für die Profis von Ponte Preta in der Série B, dies blieb zugleich sein einziger Profieinsatz in der Saison 2021. Zur Saison 2022 wurde er dann fester Teil des Profikaders und kam zu acht Zweitligaeinsätzen, ehe er im August 2022 zum Erstligisten Red Bull Bragantino wechselte. Bei Red Bull konnte er sich aber nicht durchsetzen und spielte bis Saisonende nur einmal in der Série A.
Anschließend wurde Mendes im Februar 2023 an den österreichischen Partnerklub FC Liefering verliehen. Bei Liefering spielte er aber keine Rolle und kam bis zum Ende der Saison 2022/23 nur dreimal in der 2. Liga zum Zug. Dennoch wurde er im Juli 2023 vom FC Red Bull Salzburg fest verpflichtet und erhielt einen bis Juni 2028 laufenden Vertrag. Im August 2023 stand er erstmals im Spieltagskader des Bundesligateams.
Nachdem er bis zur Winterpause siebenmal für Liefering zum Einsatz gekommen war, kehrte er im Januar 2024 leihweise zu RB Bragantino zurück. Während der Leihe kam er zu 20 Einsätzen für RB in der Série A. Im Januar 2025 wurde die Leihe anschließend um eine weitere Saison verlängert. Während der zweiten Leihe kam er aber nie mehr zum Zug. Daraufhin wurde die Leihe im Juni 2025 abgebrochen und Mendes kehrte nach Salzburg zurück, wo er in den Kader Lieferings reintegriert wurde.

### Nationalmannschaft
Mendes spielte im September 2020 erstmals für die brasilianische U-20-Auswahl. Mit dieser nahm er 2023 auch erfolgreich an der Südamerikameisterschaft teil.

## Erfolge
- U-20-Fußball-Südamerikameisterschaft: 2023